# Soriculus nigrescens
Soriculus nigrescens é uma espécie de insetívoro da família Soricidae. Pode ser encontrada no Butão, Nepal, Índia e China. É a única espécie do gênero Soriculus.